# Margrit Ruhstaller
Margrit Ruhstaller (* 1965) ist eine ehemalige Schweizer Skilangläuferin.

## Werdegang
Ruhstaller, die für den SC Einsiedeln startete, trat international erstmals in der Saison 1981/82 in Erscheinung. Dabei holte sie beim Weltcup in Furtwangen mit dem 20. Platz über 5 km ihren ersten und einzigen Weltcuppunkt. Bei den Schweizer Meisterschaften 1982 belegte sie den vierten Platz mit der Staffel und bei den Nordischen Junioren-Skiweltmeisterschaften 1982 in Murau den 28. Platz über 5 km und den siebten Rang mit der Staffel. In der Saison 1982/83 wurde sie Zweite über 5 km am Ibergeregg und errang bei den Schweizer Meisterschaften 1983 den siebten Platz über 20 km und den vierten Platz mit der Staffel. Bei den Junioren-Skiweltmeisterschaften 1983 in Kuopio belegte sie den 33. Platz über 5 km und den achten Rang mit der Staffel. In der folgenden Saison wurde sie Zweite in Vättis über 10 km und bei den Schweizer Meisterschaften 1984 in Saint-Imier Achte über 10 km, Siebte über 20 km und Fünfte über 5 km. Zudem errang sie bei den Nordischen Junioren-Skiweltmeisterschaften 1984 in Trondheim den 45. Platz über 10 km. Im folgenden Jahr lief sie bei den Juniorenweltmeisterschaften in Täsch auf den 23. Platz über 10 km und auf den fünften Platz mit der Staffel. und bei den Schweizer Meisterschaften auf den sechsten Platz über 10 km und auf den fünften Rang über 5 km. Im April 1985 siegte sie in Urnerboden über 5 km. Bei den Schweizer Meisterschaften 1986 in Trun kam sie auf den achten Platz über 5 km und auf den fünften Rang mit der Staffel und bei den Schweizer Meisterschaften 1987 in Blonay auf den neunten Platz über 20 km Freistil, auf den siebten Rang über 5 km klassisch und auf den sechsten Platz über 10 km klassisch. Im Januar 1987 errang sie beim Weltcup in Canmore den dritten Platz in der Staffel. Nach der Saison 1986/87 beendete sie ihre Karriere.